# Chiroteuthis
Il genere Chiroteuthis A. d'Orbigny, 1841, appartenente alla famiglia dei Chiroteuthidae, comprende calamari di acque profonde caratterizzati da corpi allungati e tentacoli eccezionalmente lunghi. Questi cefalopodi presentano un corpo fragile e gelatinoso, con movimenti lenti, e sono diffusi principalmente negli oceani temperati e tropicali, con una presenza significativa nell'Atlantico settentrionale, nel Pacifico settentrionale e nell'Indo-Pacifico.
Una peculiarità distintiva del genere Chiroteuthis è l'assenza dell'ectocotile; al suo posto, questi calamari utilizzano un pene che si estende dall'apertura del mantello per la riproduzione. Inoltre, presentano fotofori ingranditi e dotati di coperchio all'estremità delle clave tentacolari, che si ritiene svolgano un ruolo nella bioluminescenza.

## Specie
Attualmente, il genere comprende sette specie riconosciute:
- Chiroteuthis calyx R. E. Young, 1972
- Chiroteuthis imperator Chun, 1908
- Chiroteuthis joubini G. L. Voss, 1967
- Chiroteuthis mega (Joubin, 1932)
- Chiroteuthis picteti Joubin, 1894
- Chiroteuthis spoeli Salcedo-Vargas, 1996
- Chiroteuthis veranii (A. Férussac, 1835)

Una delle specie più note è Chiroteuthis veranii, comunemente conosciuto come «totanello volante». Questa specie può raggiungere una lunghezza del mantello di 12,5 cm e una lunghezza totale di 130 cm. Il campione tipo fu raccolto nel Mar Mediterraneo da Jean Baptiste Vérany ed è conservato presso il Muséum d'histoire naturelle de Nice in Francia.

## Not e
1. 1 2   Clyde F. E. Roper, Richard E. Young e Michael Vecchione, http://tolweb.org/Chiroteuthis/19462, su tolweb.org, The Tree of Life Web Project, 2019.
2. ↑  (EN) MolluscaBase eds. (2024), Chiroteuthis A. d'Orbigny, 1841, in WoRMS (World Register of Marine Species). URL consultato l'8 dicembre 2024.
3. ↑  Current Classification of Recent Cephalopoda.